# Observatório de São Paulo
O Observatório de São Paulo é o principal observatório da cidade de São Paulo, no Brasil. 

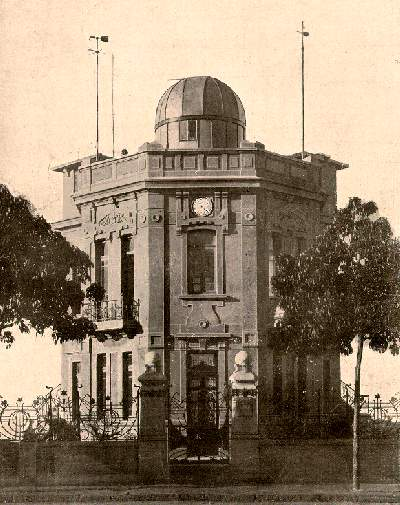
Observatório de São Paulo na Avenida Paulista, na década de 1920

Foi construído por José Nunes Belfort de Mattos e inaugurado em 30 de abril de 1912, com o nome de Observatório Astronômico e Meteorológico, no número 69 da avenida Paulista. Na época, o observatório, além de  sede da Diretoria do Serviço Meteorológico e Astronômico do Estado de São Paulo, executava serviços como medição da hora oficial do estado de São Paulo, estudos de Física Solar, Magnetismo Terrestre e de Sismologia, sendo que para estes últimos estavam destinados dois pêndulos Wichert de fabricação alemã.
Em 1928, com o crescimento da cidade, a Avenida Paulista já não era mais a localização ideal para o observatório, pois o imenso movimento prejudicava tanto as observações atmosféricas quanto as medições sismológicas. Logo, foi efetuada a sua transferência para o Parque do Estado, localização considerada mais apropriada dentre as cogitadas. Assim, em 24 de abril de 1941 ocorreu a reinauguração do Observatório, em novo endereço.
O local passou a ser também a sede do Instituto Astronômico e Geofísico (IAG) da Universidade de São Paulo. Após a transferência do instituto para a Cidade Universitária, o local passou a abrigar o Parque de Ciência e Tecnologia da USP (CienTec) em 2002. Desde então, o local possui apelo turístico, com visitas e palestras para escolas e visitantes.